# Tierpark Zittau
Koordinaten: 50° 54′ 5″ N, 14° 49′ 57″ O
Der Tierpark Zittau ist ein sieben Hektar großer Tierpark in Zittau. Der Tierpark nennt sich selbst auch Zoo im Dreiländereck. Er wurde 1965 gegründet und stellt seit 1968 einen abgeschlossenen Tierpark dar.
Seine Ursprünge gehen bis zum Beginn des Jahrhunderts auf ein Rehgehege und eine Waldvogelvoliere zurück. Der Tierpark befindet sich im sogenannten Weinaupark, der ab 1876 im englischen Stil angelegt wurde und heute noch im Wesentlichen erhalten ist.
Neben der Darstellung der einheimischen Tierwelt besitzt der Tierpark vor allem thematische Anlagen wie eine Südamerikaanlage oder auch die begehbaren Einrichtungen Australienanlage und Damwildanlage. Der Tierbestand besteht aus ca. 380 Tieren in 70 Arten, beispielsweise Pinguine, Kängurus, Lamas, Nasenbären, Luchse und Uhus.
Der Tierpark, der auch Partnerzoo der Stiftung Artenschutz ist, hat jährlich zwischen 50.000 und 60.000 Besucher. Er befindet sich seit 2004 in der Trägerschaft eines Vereins.
Gezeigt werden auch eine Ausstellung mit alten Landwirtschaftsgeräten, eine Fledermaus-Ausstellung, eine Pilz-Ausstellung und ein Lehmbauzentrum.
Tiere im Tierpark der Stadt Zittau:

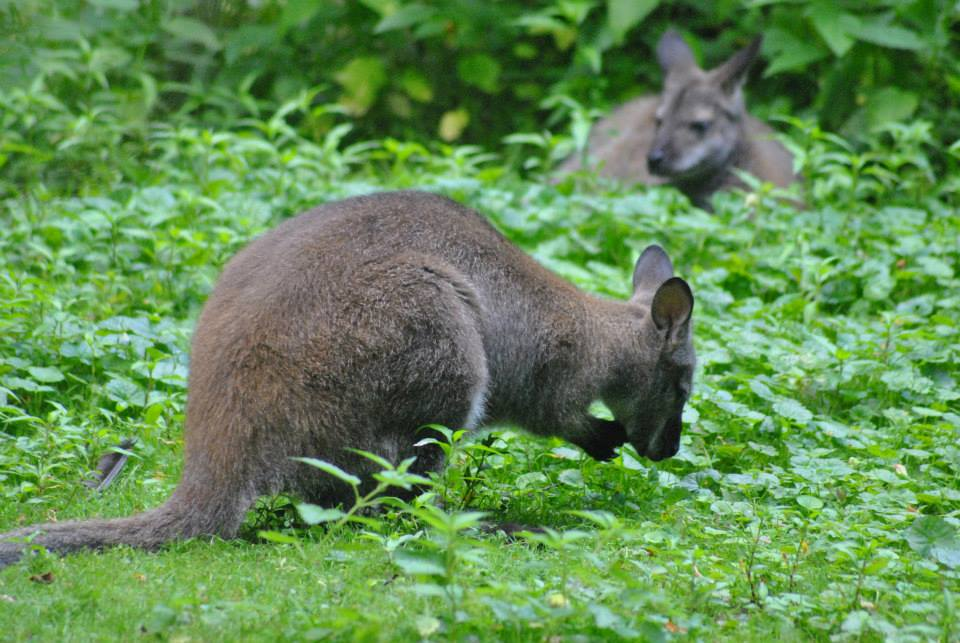
Kängurus
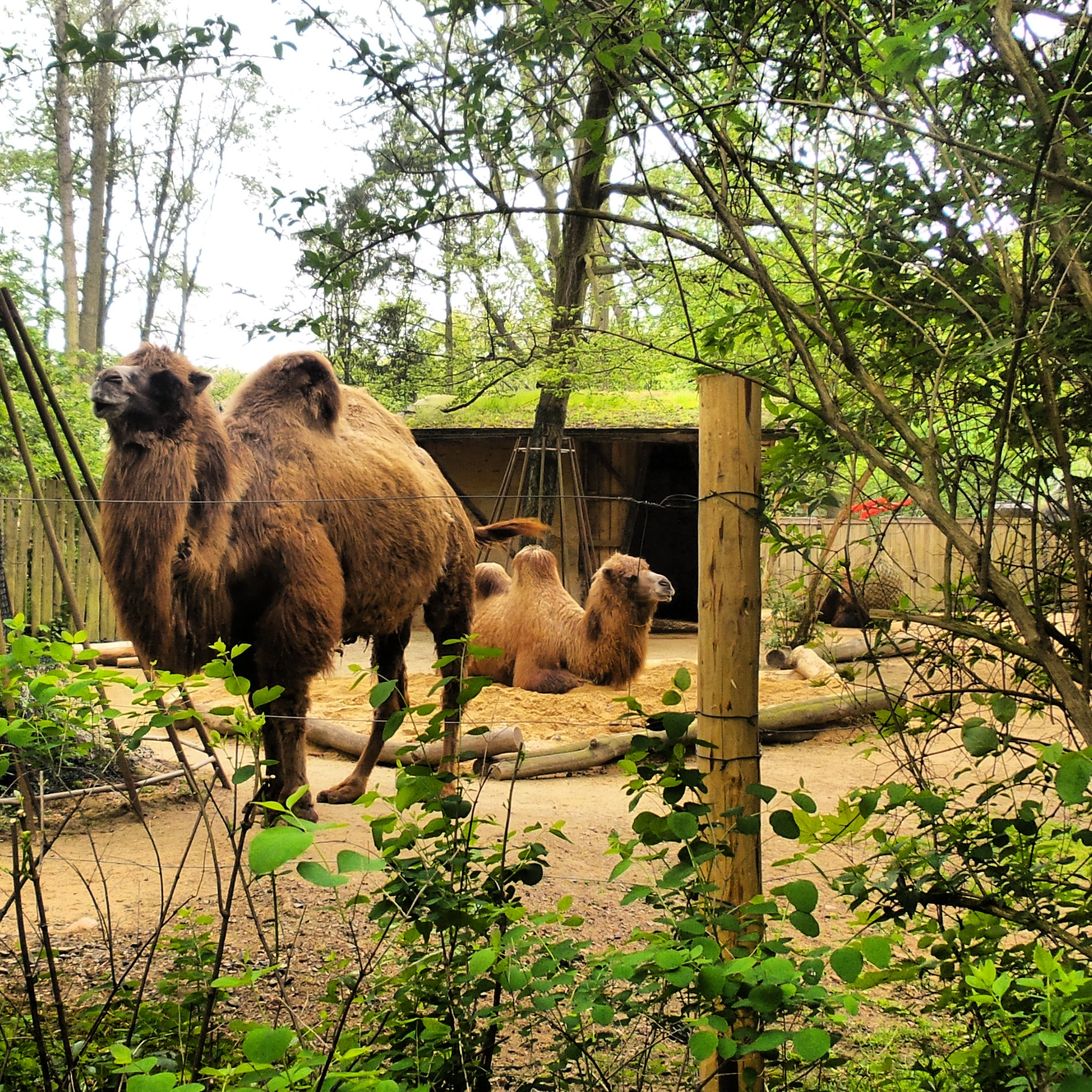
Kamele
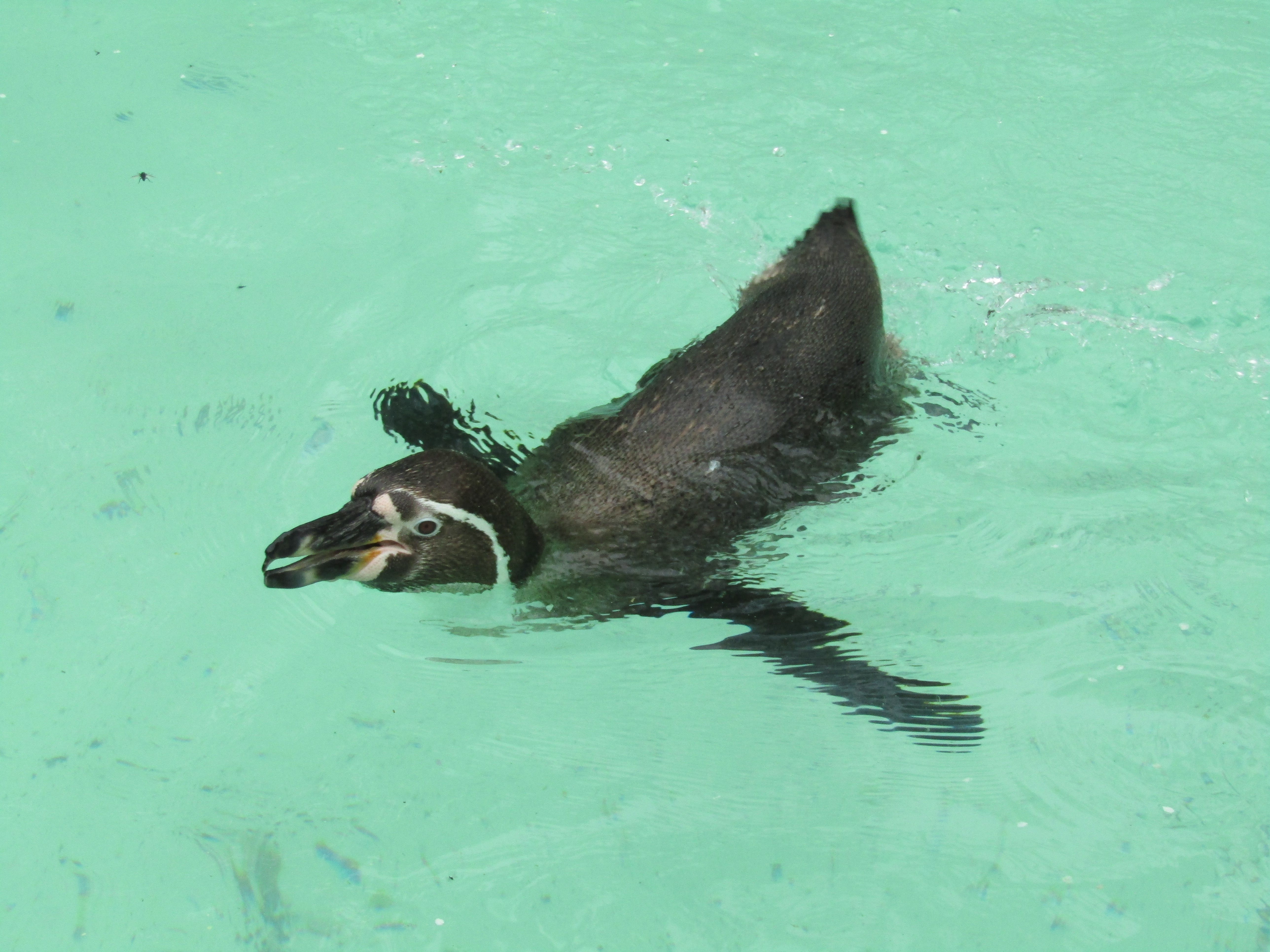
Humboldt-Pinguin
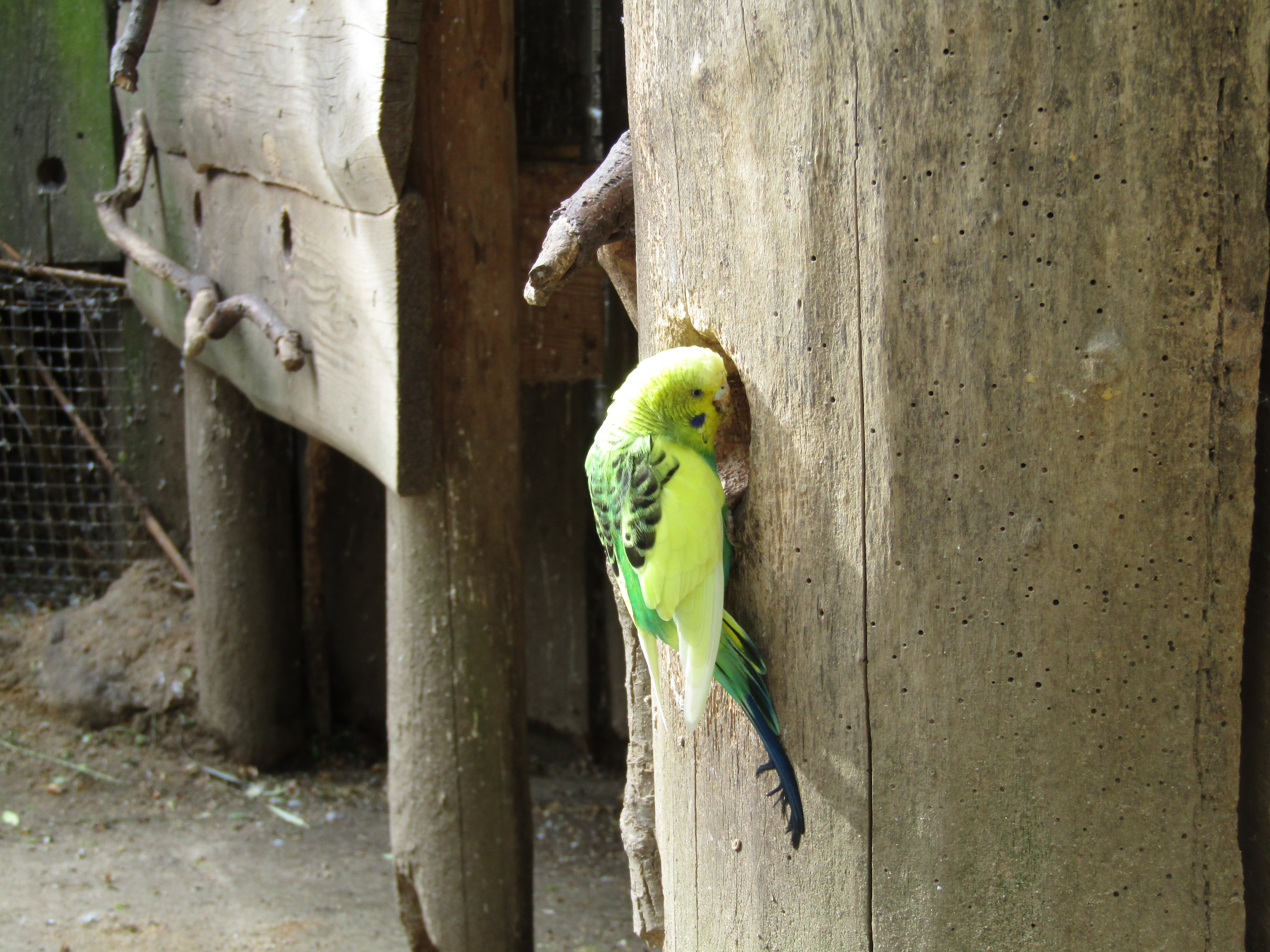
Grüner Wellensittich